# Fiestas de San Juan o de la Madre de Dios
Las Fiestas de San Juan o de la Madre de Dios se celebran en Soria (España). Comienzan el jueves posterior a la festividad de Sanjuanes (último miércoles de junio), o en esta misma fecha si es coincidente con jueves. Desde el año 1956 se añade a la programación el denominado miércoles "El Pregón", por delante de ese jueves antaño inicial, jueves "La Saca", prosiguiendo con el viernes "De Toros", sábado "Agés", domingo "De Calderas" y lunes "De Bailas".
Estas fiestas fueron declaradas Fiestas de Interés Turístico Nacional en 1968, que después fue equiparada por la Junta de Castilla y León como de interés turístico regional. El Ayuntamiento de Soria inició en octubre de 2010 la tramitación para conseguir que el Ministerio de Industria, Comercio y Turismo declare a las Fiestas de San Juan o de la Madre de Dios como de Fiestas de Interés Turístico Nacional según los criterios que regulan ésta declaración modificados en el año 2006.
Por la Orden de 16 de mayo de 2001, de la Consejería de Presidencia y Administración Territorial, de la Junta de Castilla y León, se declara Espectáculo Taurino Tradicional, a los Festejos Taurinos "Fiestas de San Juan de la Ciudad de Soria", que se celebran en la localidad de Soria. Por la ORDEN PAT/1308/2006, de 20 de junio, de la Consejería de Presidencia y Administración Territorial, de la Junta de Castilla y León, se modificaron los Festejos Taurinos Tradicionales denominados «Fiestas de San Juan de la Ciudad de Soria».

## Historia

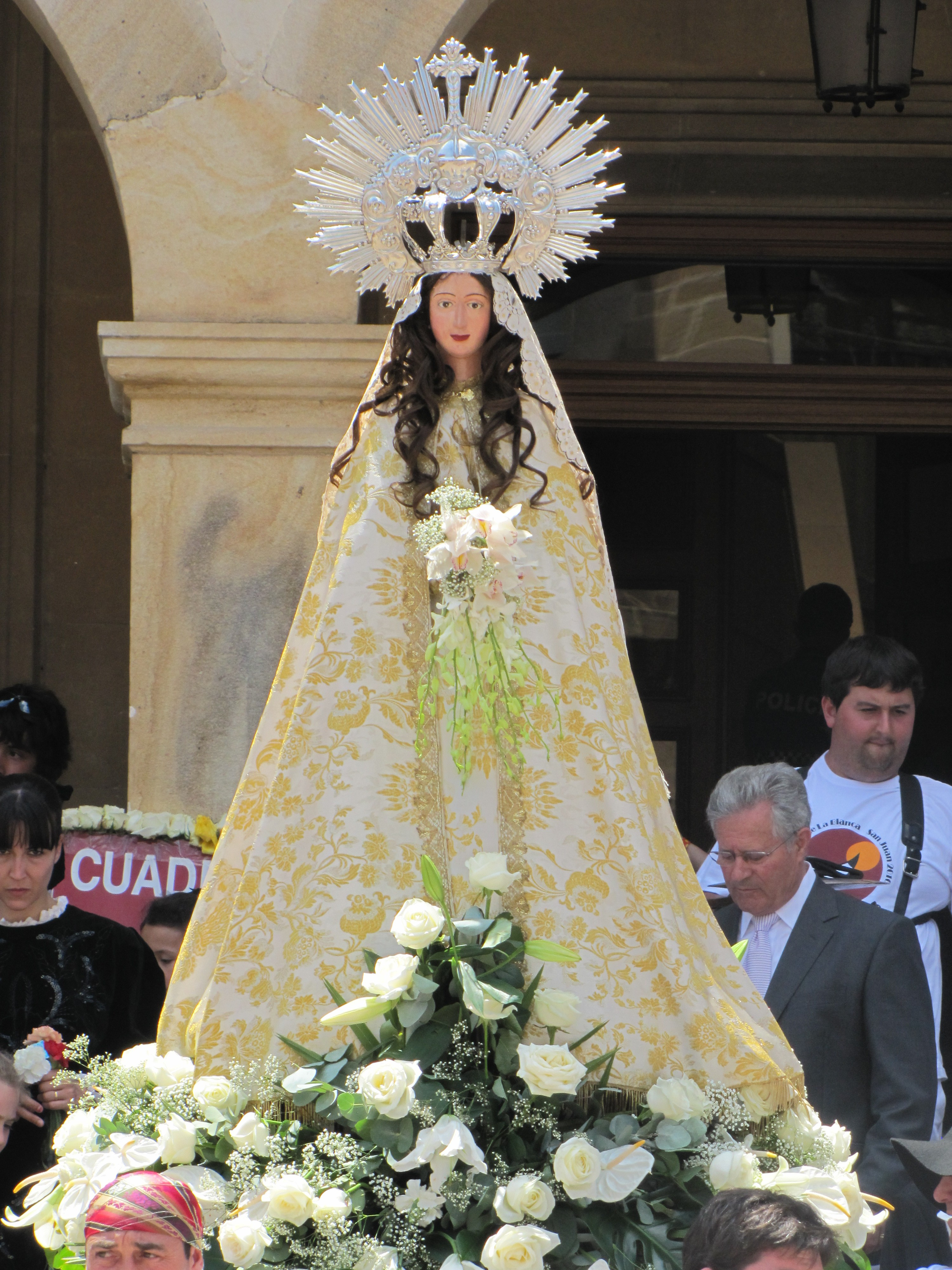
Virgen de la Blanca, patrona de las fiestas.

Según algunos estudios, la fiesta que hoy ha derivado, por las normas e imposiciones religiosas, tiene su origen en la celebración, en tiempos remotos, del solsticio de verano, donde ya la fiesta giraba en torno al toro, al vino y al fuego.
Hay quien quiere identificar una reseña que aparece en el Fuero de Soria de 1110 con la celebración de las fiestas en las que se señalan todos los días feriados. Sin embargo bajo la frase "Et todos los días de las festas de santa maria" se hace referencia a todas las fiestas que tenían relación con la vida de la Virgen. Lo que si aparece es "el día de sant iohan baptista" cuya única relación con las fiestas es la de situar la celebración de las mismas.
Si bien en la actualidad se conocen como Fiestas de San Juan o extensamente de San Juan o de la Madre de Dios, en realidad existió una distinción entre las Fiestas de San Juan, que se celebraban en la onomástica de San Juan Bautista y las Fiestas de la Boda de Santa María, de Nuestra Señora, de la Blanca, de la Madre de Dios, de las Calderas o de las Cuadrillas, denominaciones para una misma fiesta, que es la que se celebraba el domingo después de San Juan. En un acuerdo del 23 de abril de 1618 no deja lugar a dudas de que la fiesta de San Juan no tenía nada que ver con la fiesta de las Cuadrillas. El paso del tiempo hizo que desapareciese la primera y se terminase por identificar a la segunda con ambos nombres o simplemente como Fiestas de San Juan.
En el lugar que hoy ocupa la moderna plaza de toros subsistió durante toda la dominación árabe según los cronistas y apareció después ya como iglesia una pobre ermita, conocida con el título de Priorato de San Benito, bajo la advocación de Nuestra Señora del Mercado, indistintamente de la Blanca. Desde cuando no era más que una simple ermita, se celebraba una romería que con el tiempo se convirtió en la actual fiesta. El domingo siguiente al día de San Juan, las cuadrillas del común de los vecinos, divididas en dieciséis barrios, cada cual con su santo titular acudían al encuentro unas de otras en el largo trayecto de la calle del Collado, y todas juntas iban en procesión hasta la puerta de la iglesia, donde les esperaba un monje vestido con los ornamentos sagrados y después se celebraba una solemne misa.
Acabada la misa todos se retiraban a la Dehesa de San Andrés (Alameda de Cervantes) donde se tenían ya cocidos en calderas trozos de toro y otras viandas como pan y vino se daban a todos los vecinos asistentes, a los pobres y a los forasteros. Cada cuadrilla sacrificaba un toro que anticipadamente se traía del monte Valonsadero, y como lo tenían en el barrio, los vecinos lo corrían enmaromado por las calles todo el día del viernes y también en la madrugada del sábado, en que le daban muerte vendiéndose a última hora por la tarde en una subasta pública los despojos. Con las sobras del domingo de Calderas y algo que se añadía, se prolongaba la fiesta hasta el miércoles en sendas romerías a San Juan de Duero, Santa Bárbara y San Polo, donde almorzaban y bailaban.
Las fiestas han ido cambiando hasta nuestros días, se han eliminado y agregado algunos actos pero la base de las fiestas es la misma. Los principales actos suprimidos son las romerías a San Juan de Duero y Santa Bárbara. Con la construcción de la plaza de toros, llamada La Chata, se prohibió correr el toro enmaromado y darle muerte en la calle. Otra tradición desaparecida era la costumbre de acudir "A ver salir el sol" la madrugada de la noche de San Juan. Se acudía al monte de Santa Ana donde se enclava San Saturio, y se afirmaba que el amanecer se producía con el astro girando sobre sí mismo.

## Las Fiestas Hoy
Se celebran en torno al 24 de junio coincidiendo con el solsticio de verano, comenzando siempre un miércoles y concluyendo la noche del lunes siguiente. La referencia para situar en el calendario estas fiestas es el día de la semana en el que cae el día de San Juan, si coincide en jueves, las fiestas comienzan el miércoles 23, si es cualquier otro día de la semana, las fiestas comienzan el miércoles siguiente. Estas fiestas fueron declaradas de interés turístico internacional, y tienen una gran antigüedad.

### Las Cuadrillas
La ciudad se distribuye durante sus fiestas en "las doce Cuadrillas", cada una con el nombre de un Santo. Junto a la figura del toro, las Cuadrillas son las protagonistas de los Sanjuanes y proviene de la antigua distribución medieval de la ciudad, en dieciséis barrios o collaciones. Cada Cuadrilla está encabezada por los Jurados, algo así como alcaldes de barrio, que son asistidos por un secretario y los Cuatros (ayudantes de los jurados). A este cargo se llega mediante sorteo entre los candidatos presentados a cada Cuadrilla. El primer domingo de mayo, en el Catapán, los nuevos Jurados toman posesión del cargo recibiendo el simbólico bastón de mando.
Las Cuadrillas son las encargadas de proveer el toro para el viernes, de repartir las tajadas entre los vecinos que han entrado en fiestas el sábado y el domingo, de organizar los Agés, de preparar la Caldera y sacar en procesión a los santos de Cuadrilla el lunes de Bailas. Además, desde el viernes por la mañana, son las encargadas de dar las dianas floreadas y de animar las calles de la Cuadrilla con su charanga correspondiente.
Las doce Cuadrillas son, por orden protocolario: La Cruz y San Pedro; Santa Catalina; La Mayor; El Rosel y San Blas; Santiago; San Miguel; San Juan; Santo Tomé, San Clemente y San Martín; San Esteban; El Salvador; Santa Bárbara; y La Blanca (patrona de las fiestas). En sus orígenes fueron 16 pero algunas de ellas se fusionaron hasta acabar en el número actual.
Hay que reseñar la gran importancia de la figura del Cuatro en el desarrollo y organización de la vida interior y exterior de la Cuadrilla. Se nombran el día del Catapan: dos entre los vecinos y dos los nombra el Jurado “Cuatro de confianza”. Viene siendo “el chico de los recados”, desde su nombramiento repartiendo el vino, el queso, el pan, etc. hasta que se han hecho las cuentas y han cobrado la “tajada” a los vecinos. Otros cometidos: apuntar casa por casa a los vecinos para entrar en fiestas, preparar el local de la Cuadrilla, adornar los vehículos para los desplazamientos a Valonsadero, recoger a los músicos y acompañarlos en las rondas y dianas por el barrio, vigilar y recoger la carne del toro a repartir, preparar las tajadas crudas y bolsas para el domingo de Calderas con pan, vino, huevo y tajada cocida, llevar la caldera en el desfile del domingo y el Santo en la procesión del lunes y otros muchos que sería casi imposible de relatar.
El cargo de Cuatro ha pasado de ser los primeros votantes de las Cuadrillas para elegir al Jurado, dirigiendo con sus votos a todos los vecinos y de tener una responsabilidad para llevar el trabajo de la Cuadrilla y el desarrollo de la fiesta, a ser hoy, como se ha indicado, el recadero y amigo del Jurado.

### Las Peñas
Hacia la mitad del siglo XX (1956 más concretamente), comenzaron a surgir las Peñas, en ocasiones de la mano de instituciones y grupos religiosos y otras veces de grupos de amigos. En la actualidad hay seis Peñas, siendo la más antigua la Peña Poca Pena y la más reciente la Peña del Cuadro. Van identificados con chalecos de colores, cada una con su propio escudo, fajines y vestidos de blanco. Siempre van acompañados por charangas que recorren la ciudad. Tienen un espacio habilitado para ellas el viernes de toros en la plaza de toros y son las que ponen la música en la bajada a las Bailas y al Pregón. El Domingo de Calderas, desfilan tras las Cuadrillas, realizando una "serpiente" multicolor al son de las Sanjuaneras y en la procesión del lunes, también acompañan a las Cuadrillas, dejando a un lado el aire festivo.
Las seis Peñas y sus distintivos son (por orden de fundación):
- Peña Poca Pena: Ropa blanca, chaleco y fajín verdes y en su escudo aparecen tres “P” mayúsculas en verde sobre un cachirulo y banderillas rojas sobre fondo blanco, en estos momentos es la que cuenta con más peñistas y como consecuencia cada año tienen un tope de gente para entrar.
- Peña El Desbarajuste: Ropa blanca, chaleco negro y fajín rojo. Su escudo es el oficial de la ciudad de Soria, sobre fondo rojo.
- Peña El Bullicio: Ropa blanca, chaleco y fajín azules y su escudo es un capote con un toro negro saliendo de un bombo, sobre fondo azul, esta peña cuenta con local propio, donde se reúnen para comidas y cenas durante las fiestas.es la única peña que tiene su propia orquesta durante todas las fiestas.
- Peña Los Que Faltaban: Ropa blanca, chaleco granate y fajín negro. Su escudo es una representación de "Los Doce Linajes" sobre fondo blanco. En el año 2017 dejó entrar por primera vez a mujeres, siendo esta la última peña por admitir esta modificación
- Peña La Ilusión: Ropa blanca, chaleco y fajín naranjas. En su escudo aparecen el sol, una bota de vino, una cabeza de toro, un bastón de mando y el escudo de Soria, sobre fondo blanco.
- Peña El Cuadro: Ropa blanca, chaleco amarillo y fajín a cuadros blancos y rojos. Su escudo es un toro negro sobre fondo blanco.

### Otros Sanjuaneros
Como precedente de las Peñas citadas anteriormente podemos encontrar grupos de amigos que se juntaban e iban organizándose para fiestas y que también cantaban sus propias canciones.
-	Año 1936 a 1944: se formó la “Panda del buen humor” se caracterizaban por un sombrero de paja, en publicaciones de la época se narra su participación en los diversos actos de las fiestas.
-	Año 1941: La “Cuadrilla de los veintitrés”, se hacían acompañar de dulzaineros
-	Año 1943 y 1947: Panda del “Reseco”, nombre que volverá a ser utilizado por otro grupo de amigos que perdura en nuestros días. Utilizaban blusas de feriantes negras y portaban un garrafón lleno de vino, el que quisiera beber debía introducir una perra gorda, de las de cobre, a modo de contribución para poder comprar más vino.
-	Año 1944 a 1948: Panda “El Soplete”: el que llegaba tarde a la hora de reunión pagaba una pequeña multa que servía para aumentar el presupuesto de las fiestas, utilizaban un uniforme de camisa y pantalón blanco, fajín y pañuelo azul y, en la camisa el escudo, un soplete.
-	Año 1944 a 1956: “Panda de los 13”: Vestimenta: camisa y pantalón blanco, fajín y pañuelo rojos y una visera.
-	Año 1948 a 1950: “Panda del Trébol”: unas veces iban vestidos de piñorros sorianos, con sus instrumentos musicales y otras con pantalón azul marino, camisa escocesa, pañuelo y faja roja con trébol verde.
	Como podemos apreciar existieron bastantes grupos, a los citados podemos añadir, “Panda de los 9”, “Panda de los tranquilos”, “El parchís”, “Panda de la Corchea”, “Panda del T”, “Panda de la Piola”, Peña “El Rebote” y otras muchas, apreciamos que el sentido de las Fiestas de San Juan en Soria ha sido desde tiempos inmemoriales de agrupación y de amigos para intentar pasar unos días inolvidables.

### Las Sanjuaneras
La música que suena durante las fiestas son las llamadas canciones sanjuaneras, un extenso repertorio que es coreado incluso en fiestas de otras regiones. Hasta su difusión en el siglo XX, en San Juan se cantaban coplas populares. En 1932, el compositor Francisco García Muñoz y el letrista Jesús Hernández de la Iglesia empiezan a crear la banda sonora de las fiestas con la canción Viva el jurao, cuyas estrofas acabarían integrándose en el pasodoble La Saca, de 1944. En realidad es en 1936 cuando tiene éxito la primera sanjuanera, titulada Fiestas de San Juan (también un pasodoble), que como el resto de sus composiciones será interpretada por la banda municipal de música de Soria, de la cual García Muñoz fue el primer director (desde 1932 y durante cuatro décadas).
Pasada la guerra, los dos músicos van añadiendo casi todos los años una creación hasta que en 1965 suman ya 26 canciones, la mayoría pasodobles, aunque entre los ritmos también hay valses y jotas, que hablan de las fiestas y sus días. El repertorio de estos dos músicos cuenta con otras cinco canciones, las dos últimas de 1989. Además de estos 31 temas (recogidos en dos discos de la propia banda municipal en 1994 y 1995) otra canción de 1960 ha conseguido el favor del público hasta ser considerada como una especie de himno de la ciudad: Soria es la gloria de España (O Soria que linda eres, como se la llama en Soria), obra del riojano Ángel Sáez-Benito Ortega (que también dedicó a las fiestas otro pasodoble menos conocido, Mi amor Sanjuanero). A ellas se une El día del Lavalenguas escrita por C. D. Rocha y que está completamente olvidada.
Tampoco era conocida otra canción que ha sido desempolvada en el año 2010 por el Círculo Amistad Numancia y que ha sido calificada como la "primera sanjuanera de la historia". Se trata de Viva Soria, una jota compuesta en 1899 por el pianista de ese club social Damián Balsa, con letra de Mariano Granados. La pieza fue creada expresamente para una revista de la época llamada Fiestas de San Juan.
Finalmente hay que añadir las canciones (o himnos) de las peñas, algunas también muy conocidas como la del Desbarajuste.
Las sanjuaneras, que grupos de dulzaineros, charangas y orquestas tocan sin parar durante las fiestas, son muy apreciadas por los sorianos, hasta el punto de que suelen ser consideradas el máximo exponente de su folclore musical a pesar de las composiciones más tradicionales que hay en la zona y a las que han desplazado.[cita requerida]

### Traje Tradicional
El uso del traje tradicional en las fiestas de San Juan en las mañanas del domingo de Calderas y del lunes de Bailas comenzó allá por los años 40 del siglo XX, como reflejan las fotografías de la época. No sería hasta los años 80, cuando se populariza el uso de esta indumentaria. En ambos desfiles se puede observar la fuerte influencia que tiene el traje tradicional de la comarca de Pinares (noroeste de la provincia), sobre todo en lo que se refiere al femenino, puesto que el masculino, por su austeridad y sencillez se asemeja al utilizado en toda Castilla.
El traje de piñorra, propio de Pinares, se compone de medias de lana blanca y botas de paño negro. Sobre las enaguas blancas se coloca una saya o falda de paño rojo, ribeteada con tiras de terciopelo negro. Cubre la saya un delantal negro adornado con bordados, lentejuelas y abalorios. La parte superior del cuerpo va recubierta con un jubón, y sobre él un rico y colorista mantón de merino (lana muy fina), en el que no faltan bordados motivos vegetales o animales. Sin embargo, poco a poco se van rompiendo los estereotipos, alejándose del traje de Pinares. Cada vez son más las sayas de colores (amarillas, blancas, negras, moradas e incluso verdes) con cintas o bordadas; camisas, justillos, jubones o dengues sin lentejuelas ni abalorios. También está muy extendido el uso de la chambra debido a su vistosidad, una prenda que no debería utilizarse ya que se trata de una imposición de la moda burguesa de la primera mitad del siglo XX.
El traje de los hombres, más austero, lleva pantalón corto, o calzón, y chaleco de paño negro o pardo, camisa blanca, medias de punto y albarcas. Suelen llevar un faldellín o faja a la cintura.

### Los Seis Días de Fiestas
Los seis días de fiesta son:

#### Miércoles el Pregón
Primer día de las fiestas de San Juan, la más importante de las celebraciones que tienen lugar en la provincia de Soria, donde el pregón da el pistoletazo de salida. Esta fecha, víspera del jueves La Saca, se añadió por primera vez en el año 1956. Todas las Peñas desfilan hacia la plaza Mayor, donde ya se agolpan miles de sorianos deseosos de que se inicien las fiestas. Después el desfile de la banda, los Jurados y las Peñas, con su característico serpenteo, se dirigen a la Alameda de Cervantes para de escuchar las primeras sanjuaneras, protagonizadas por la Banda de Música de Soria. Los Jurados seleccionados para componer y leer el pregon lo hacen desde uno de los balcones del Ayuntamiento, apoyados por los cánticos de apoyo y alegría de todos la gente congregada en la plaza. En la tarde de ese mismo día el ayuntamiento da una Cena de Gala para todos los jurados.

#### Jueves la Saca
El origen de La Saca se remonta al siglo XVI, con la instauración oficial de las corridas de toros en 1574, consiste en la traída de los toros desde los corrales del monte Valonsadero hasta los encerraderos en la plaza de toros. Antiguamente, los encargados de traer los toros, eran los "Cabañeros" del Barrio Las Casas. Los toros eran conducidos desde Valonsadero por las Camaretas al Cañuelo, por la Huerta de la Muerte, atravesaban el barranco de los toros y entraban en la ciudad por la Puerta de Valobos, rodeaban la iglesia del Espino y por la calle del Pósito llegaban a la Plaza Mayor donde eran encerrados en los toriles situados tras el Arco del Cuerno, por el cual los toros volvían a salir a la plaza en las corridas. Se tiene constancia de la saca que se efectuaba durante las fiestas de Santiago, patrón de los Doce Linajes, que se efectuaba con gran número de caballistas a tenor de las cuentas en las que se reflejaban hasta 400 y 600 garrochas. La construcción de la plaza de toros y la inauguración de la carretera de Burgos modificó substancialmente las características de la Saca pero la convirtió en un acto popular. En la Reforma de las Ordenanzas de 1914, se instaura la celebración de una capea de vaquillas cedidas por los proveedores de los toros o por la Sociedad de Ganaderos Sorianos.
Es una de las estampas más bellas de las Fiestas de San Juan. A las doce del mediodía, los novillos, que se encuentran en Valonsadero, son guiados por caballos y sanjuaneros de a pie a la plaza de toros de Soria. El recorrido se realiza en dos etapas: primero se conducen los novillos desde los corrales de Valonsadero a la Vega de San Millan, situada a la entrada de Valonsadero; y luego a las tres de la tarde se sueltan de nuevo para llevarlos ya a la plaza de toros. Un centenar de caballistas y todos los mozos que quieran ayudar se encargan del recorrido de unos seis kilómetros. Últimamente ha habido problemas por las motos que se meten también a guiar a los toros. La gente joven suele acudir de "empalmada" al monte y durante todo el día hay una gran caravana de coches desde Soria a Valonsadero.

#### Viernes de Toros
Antes de la construcción de la plaza de toros, las corridas se celebraban en la Plaza Mayor, habilitándose por el Ayuntamiento unos burladeros y gradas de madera desmontables que se guardaban en los almacenes de Pósito y así lo recogen las Ordenanzas de 1540: “Que el viernes después del día de San Juan, de Junio, que es el día de dicha fecha en cada año, sa hayan de correr e corran los novillos de las cuadrillas en lugar e donde e de la manera que se solía hacer, …”. Se sabe que antes de la plaza Mayor se corrían en Pozo Alvar y que también existieron corridas en otras plazas como la Herradores. En 1853 se inicia la construcción de la plaza en el emplazamiento del antiguo Convento de San Benito, tradicionalmente relacionado con la celebración de las Calderas.
Los doce novillos con su cachirulo, uno para cada cuadrilla, se lidian, por la mañana seis y por la tarde los otros seis, en una festejo taurino muy poco ortodoxo, con el callejón abarrotado de público e incluso algunos sentados en el estribo. Las dos corridas son gratuitas, en principio reservadas a quienes entraron en fiestas, pero en realidad la plaza está abierta a todo el mundo. Incluso el albero, al que entran cantidad de jóvenes entre toro y toro, muchos de ellos disfrazados, lo que no es del gusto de algunos defensores de la tradición. También es polémico el gran retraso que provoca en la lidia esta práctica, que obliga a intervenir a la policía municipal (desarmada) para desalojar el ruedo.
En las gradas el ambiente lo pone en cada toro la charanga de la respectiva cuadrilla. También intervienen en los descansos las charangas las de las peñas, por lo que se reúnen a lo largo del tendido 18 conjuntos musicales. MIentras, los alrededores de la plaza están llenos de gente.

#### Sábado Agés
Tradicionalmente por la mañana del sábado se corrían los toros enmaromados por las calles de cada Cuadrilla, al igual que el día anterior, hasta darles muerte frente a la casa del Mayordomo o Jurado. Posteriormente el Toro Enmaromado sólo se corría el sábado, tras ser lidiado y banderillado el viernes en la plaza, de donde era sacado a primeras horas de la mañana por mozos y mozas y de cada Cuadrilla. La suspensión que ya intentaría en 1791 Carlos IV y con posterioridad numerosos gobernantes, se llevó a cabo en 1908 por Orden del ministro de la Gobernación, Sr. De la Cierva, que precisó de la autoridad del alcalde Ramón de la Orden para que surtiese efecto. En 1947 y 1948 las calles de Soria verán nuevamente correr los toros enmaromados en número de dos cada año, como un efímero resurgir del elemento más característico de las fiestas.
Actualmente por la mañana se reparte a los vecinos en los locales de cuadrilla la "tajada", que es un trozo de carne fresca del novillo de la Cuadrilla que ha sido toreado el día anterior. Por la tarde se realiza la subasta de los despojos del toro en los doce barrios: cuernos, cabeza, patas, lomos e incluso botas de vino decoradas que llegan a obtener grandes pujas. Humor del bueno, vino a raudales, alegría, bailes charangas y gaiteros con sanjuaneras animando la subasta. Cómo ya forma parte de la cultura popular, las tajadas a mayor y menor precio aparecerá destacada dentro de los libros de cuadrillas de una manera especial. Por la noche en la Alameda de Cervantes, el parque conocido más popularmente como La Dehesa, se quemarán la primera colección de Fuegos Artificiales.

#### Domingo de Calderas
El Domingo de Calderas sigue manteniendo vigentes hasta el principio del siglo XX los aspectos tradicionales de la antigüedad, consistentes en la preparación y repartimiento de las Calderas, el Santo Oficio y la procesión de los Santos Titulares de las Cuadrillas. En el año 1893 el obispo de Osma ordenó la supresión de la procesión de los Santos Titulares de las Cuadrillas, reinstaurándose en 1939 la procesión de los Santos y el Oficio en la mañana del lunes de Bailas. Desde 1873, la carne de las Calderas no se puede repartir entre los vecinos hasta que los miembros del Ayuntamiento la hayan probado, y en la actualidad no son las Calderas lo que se reparte, siendo un símbolo de lo que fueron, sino las viandas y pinchos preparados por la cuadrilla. Por la tarde, desde 1935 se celebra corrida de toros y verbenas por la noche.

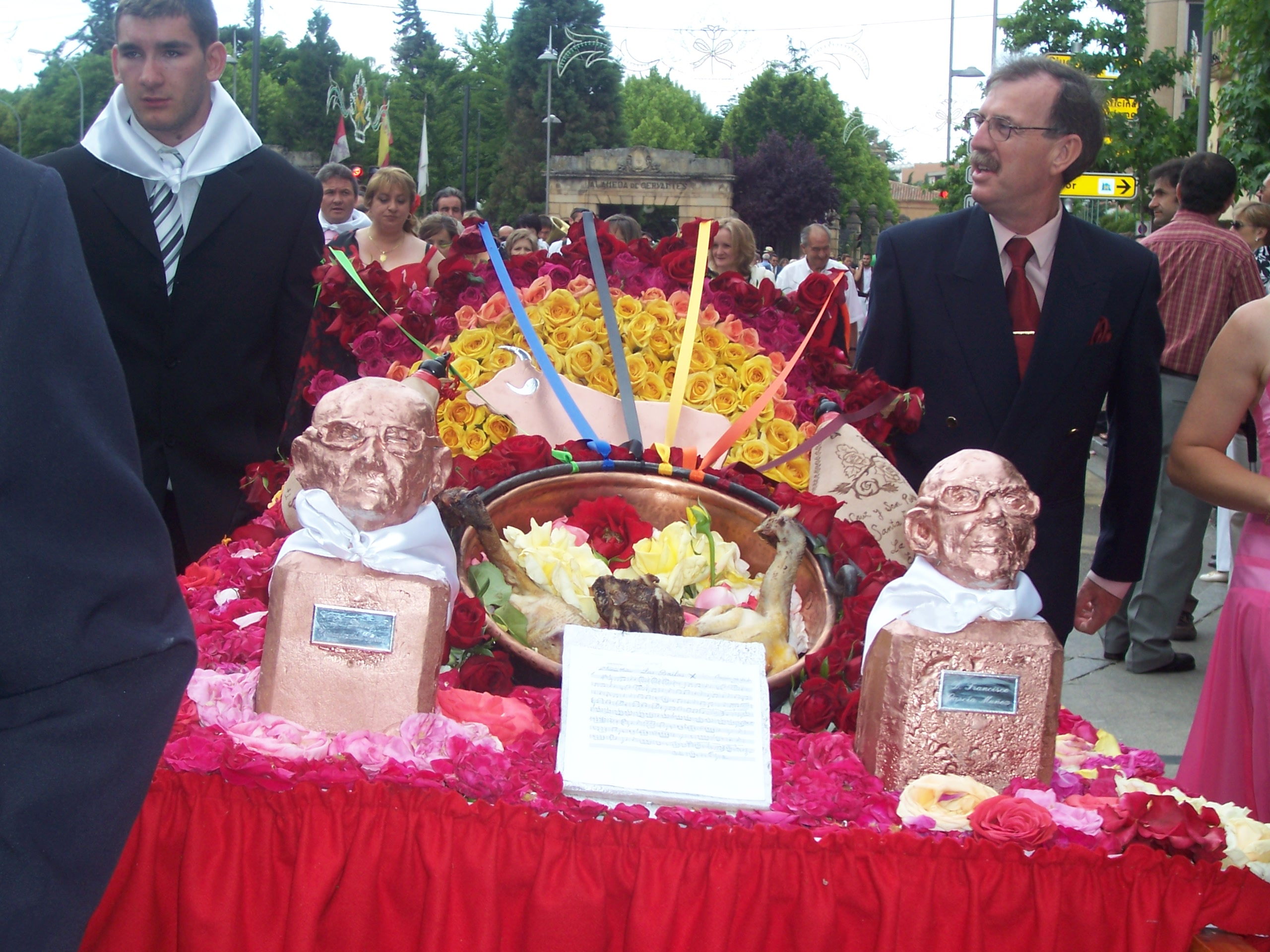
Domingo de Calderas

Gente de toda la provincia viene a disfrutar del día grande de las Fiestas, por la mañana se reparte en cada cuadrilla un trozo de carne de toro cocida, un chorizo, una barra de pan, un huevo cocido y una botella de vino. A las once de la mañana se realiza un desfile de cada una de las Cuadrillas desde la plaza Mayor a la Alameda de Cervantes (la Dehesa) exhibiendo las Calderas, que son unas cacerolas que llevan carne de toro, pollo o gallina (según la cuadrilla de la que se trate) huevo y chorizo, y que se adornan con flores y motivos sanjuaneros. A su paso por la ermita de la Soledad reciben la bendición para ir a situarse a la espera de las Autoridades. El reparto de la Caldera ha sido sustituido por pinchos y viandas preparadas por la Jurada. Al término, las Calderas vuelven al Ayuntamiento.

#### Lunes de Bailas

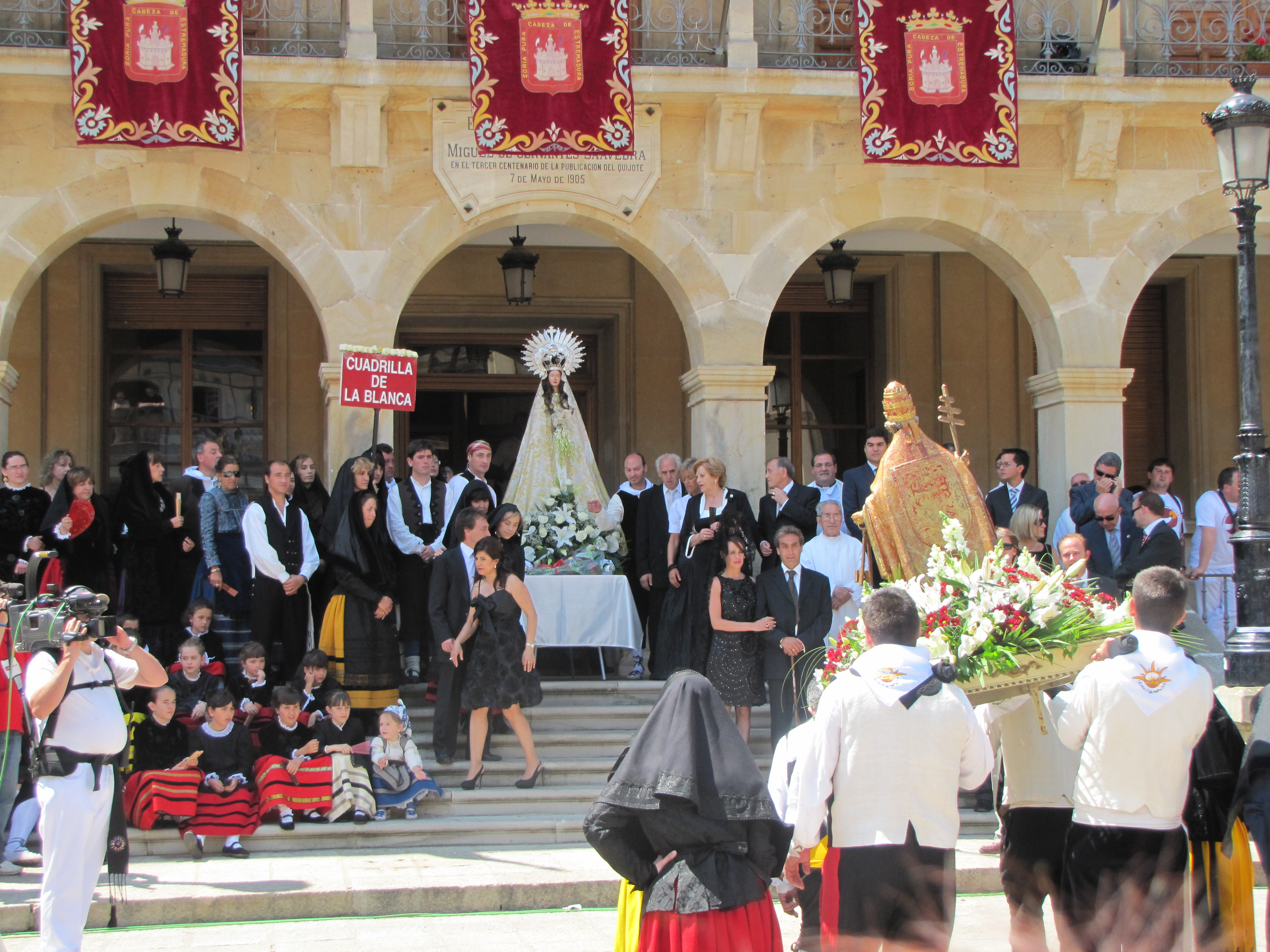
San Pedro rindiéndole pleitesía a la Virgen en la mañana del lunes de Bailas.

Durante la mañana del lunes, se celebra la magna procesión de todos los Santos Titulares de las Cuadrillas, que congregados en la plaza Mayor parten, hasta la ermita de la Virgen de la Soledad donde se celebra la misa y antiguamente la Virgen Blanca, Patrona de la Fiestas, recibía homenaje del resto de los Santos de Cuadrilla, Jurados y Cuatros. El homenaje es hoy, tributado en la plaza Mayor excepto por el Salvador y la Virgen de La Mayor, de igual rango jerárquico que la Blanca. Esta procesión, reinstaurada en 1939, venían a sustituir a la procesión de los Santos Titulares que se efectuaban hasta 1893 el domingo de Calderas; procesión regulada ya desde el siglo XVI. Tras el homenaje a La Blanca, los Patronos de las Cuadrillas, portados por los Cuatros y con el Jurado al frente recorren las calles de la demarcación de las mismas saludando a todos los vecinos. Es una procesión solemne y las charangas en vez de tocar sanjuaneras, como en el domingo de Calderas, tocan melodías sacras pero justo después de pasar por delante de la Virgen, vuelven a entonar las sanjuaneras y portando a los Santos bailando.
El lunes siguiente con la sombra de las Calderas y otras viandas se celebraba una romería a las Eras de Santa Bárbara, romería que se suprimiría en 1891 al venderse las mismas. Hasta el siglo XV, al menos se celebraron también romerías el martes y el miércoles a San Polo y San Juan de Duero con la particularidad de ser exclusivas de hombres y mujeres respectivamente. En las Ordenanzas de 1899 se indica como emplazamiento para celebrar la fiesta de las Bailas la Dehesa de San Andrés (Alameda de Cervantes). Aunque la Reforma de las Fiestas de 1914 dice: “La fiesta de la Bailas, tan divertida en tiempos y ahora tan decaída, se efectuará en la tarde del lunes en la Alameda de Cervantes y en la noche en este paseo tendrá lugar la segunda verbena con cuyo festejo terminarán las fiestas”, ya en 1911 resurge la romería a San Polo a propuesta del Jurado de la Blanca que es la que finalmente se celebra. Por la tarde se baja hasta la pradera de San Polo junto al Duero a merendar y bailar. Todas las charangas de las peñas se colocan mezcladas unas con otras y una cadena humana de peñistas multicolor los escuda del resto de sanjuaneros para que puedan tocar sin percances la canción del lunes de Bailas durante todo el recorrido desde la plaza Mariano Granados hasta la plaza Mayor primero y tras el descanso hasta la Pradera de San Polo donde se celebra la fiesta de "Las Bailas". Por la noche y tras los Fuegos Artificiales los sorianos y sorianas cantan en la plaza Mayor el emotivo "Adiós, adiós San Juan".

### Festejos Preparatorios
Unos dos meses antes del comienzo de las fiestas, se celebran otros festejos "preparatorios":

#### El Nombramiento
El último sábado de abril, en acto público y con carácter de Pleno municipal tiene lugar en el Palacio de la Audiencia la solemne ceremonia que los alcaldes de barrio recibirán el pergamino que les acredita como Jurados de ese año. Aunque antaño esta jornada suponía, bajo la denominación de la Toma de Bastones, la entrega de varios emblemas sanjuaneros, la última modificación en la Ordenanza festiva dictó que sea el Día de El Catapán cuando el Jurado entrante, de la mano del que desempeñó el cargo el año anterior, reciba el Bastón (obsequio del Ayuntamiento que desde 1974 lleva una empuñadura de plata), el Libro y el Cartel de la Cuadrilla, así como la imagen del santo que tendrá que custodiar a lo largo del año.
En una solemne ceremonia en la que están presentes los Jurados salientes del año anterior, los Jurados entrantes así como la corporación municipal, se hace entrega del pergamino a los nuevos Jurados entre aplausos de los vecinos. Por la noche hay verbena en una de las plazas céntricas de la ciudad.

#### El Catapán
Se celebra el primer domingo de mayo. A las seis de la tarde, en cada una de las doce Cuadrillas, los jurados salientes leen las actas de las fiestas del año anterior y entregan el libro de Cuadrilla y el santo titular a los nuevos jurados. También se entrega el local al Jurado entrante y se eligen a los Cuatros y demás cargos de la Cuadrilla. Después de este acto los jurados entrantes preguntan a los vecinos si quieren que se celebren las fiestas; una vez que estos muestran su conformidad, la Cuadrilla reparte bacalao, queso y vino durante toda la tarde, con el acompañamiento de dulzaineros o charangas. La gente se desplaza de Cuadrilla en Cuadrilla, al son de la música y dejándose llevar por las ganas de pasarlo bien.

#### El Desencajonamiento
La "bienvenida" a los toros es el festejo de más reciente creación. Hasta comienzos del siglo XXI, los toros se traían a los corrales de Valonsadero un día entre semana. En principio se trataba de un acto privado para la Comisión de Fiestas, los Jurados y poco más, pero dada la elevada asistencia de público, a pesar de ser un día laborable, el Ayuntamiento decidió trasladar este acto al sábado anterior al Lavalenguas (que es el siguiente festejo preparatorio). Así, se lleva celebrando en sábado desde el año 2003 con éxito de asistencia. Consiste simplemente en presenciar cómo se descargan del camión al corral los novillos que serán los protagonistas de las fiestas de San Juan, aunque los sorianos aprovechan para pasar una jornada en el monte, donde las peñas instalan sus bares.

#### El Lavalenguas
“Lavalenguas” y “Compra” aparecen por primera vez en la documentación histórica en auto del corregidor José Rey Villar de Francos de 1767, que limitaban los gastos de los días festivos “ Para la Compra del Toro o Lavar la Lengua (que llaman), diez y seis reales”. Por lo tanto ambas manifestaciones festivas se equiparaban en aquellos momentos y probablemente sucediese así durante mucho tiempo. Por acuerdo de la Comisión de Festejos y los Jurados de Cuadrilla, en el año 1958 y para evitar el barullo de La Compra, se acercan a Valonsadero para adelantar el sorteo y agilizar el festejo, según artículo de Juan Cascante, exconcejal del Ayuntamiento de Soria y de la Comisión de Festejos, lo que sería después el Lavalenguas. La fiesta es ocasión para correr a los toros en Cañada Honda y que los mozos más osados animados por el vino de las botas que corre en abundancia, intenten, y, en muchas ocasiones, consigan “lavar la lengua” con vino a los novillos, a costa muchas veces de algún que otro revolcón.
Tiene lugar un sábado, tres semanas antes de las fiestas de San Juan, con una romería a Valonsadero por la tarde. Es el segundo festejo que se realiza en el monte Valonsadero. Las peñas y asociaciones montan chiringuitos en la Cañada Honda y el festejo tiene bastante afluencia de gente. Los doce novillos (uno por Cuadrilla) se sueltan este día, uno a uno, y los jóvenes los torean y tantean. Una vez que los doce novillos están sueltos, los sorianos, se van a merendar desperdigándose por todo el monte o quedándose en los chiringuitos hasta altas horas para empalmar con alguna de las verbenas que se celebran en Soria por la noche.
Esa misma mañana de sábado, los 12 novillos son encerrados en los corrales con ayuda de caballistas y mozos sanjuaneros, para que así se pueda celebrar el festejo de la tarde. Con el paso de los años va ganando afluencia, y ha pasado de ser un encierro de solo unos pocos caballistas, a haber una gran cantidad de ellos, y miles de sorianos.

#### La Compra
La existencia de ganaderías de toros bravos en las proximidades de la ciudad permitía la compra independiente por parte de las Cuadrillas sin que fuese motivo de celebración festiva. Existe abundante documentación referente a la compra del toro ya que era uno de los gastos fundamentales de la Cuadrilla, pero no se menciona ninguna manifestación festiva en relación con la misma. La necesidad de repartir por sorteo los toros entre las distintas Cuadrillas, debido a la desaparición de las ganaderías de los toros bravos de Valonsadero (en 1925 el Ayuntamiento asume la compra de los toros de las Cuadrillas), así como la apertura de la carretera de Burgos y el aumento de posibilidades de desplazamiento a lo largo del siglo actual han condicionado el carácter festivo y multitudinario que tiene en su momento actual. Las cuadrillas y la población en general partían en romería, andando, en caballerías, en carros o coches adornados desde la plaza Mayor a Valonsadero para la compra oficial del toro que en la actualidad no es otra cosa que la elección por orden determinado mediante sorteo.
Un domingo, dos semanas antes de las fiestas de San Juan, se celebra la "compra" del novillo por parte de cada Cuadrilla. En la mañana del segundo domingo del mes de junio los sanjuaneros se acercan a Valonsadero a pasar un día grande para Soria. A primera hora los caballistas van encerrando a los toros que están sueltos por los corrales de Cañada Honda en los toriles, un festejo denominado “La comprilla”, para soltarlos a eso de las 6 de la tarde para que los aficionados puedan dar algún pase a los toros. La noche anterior también hay verbenas en alguna de las plazas de Soria.